# Ornithogale en ombelle

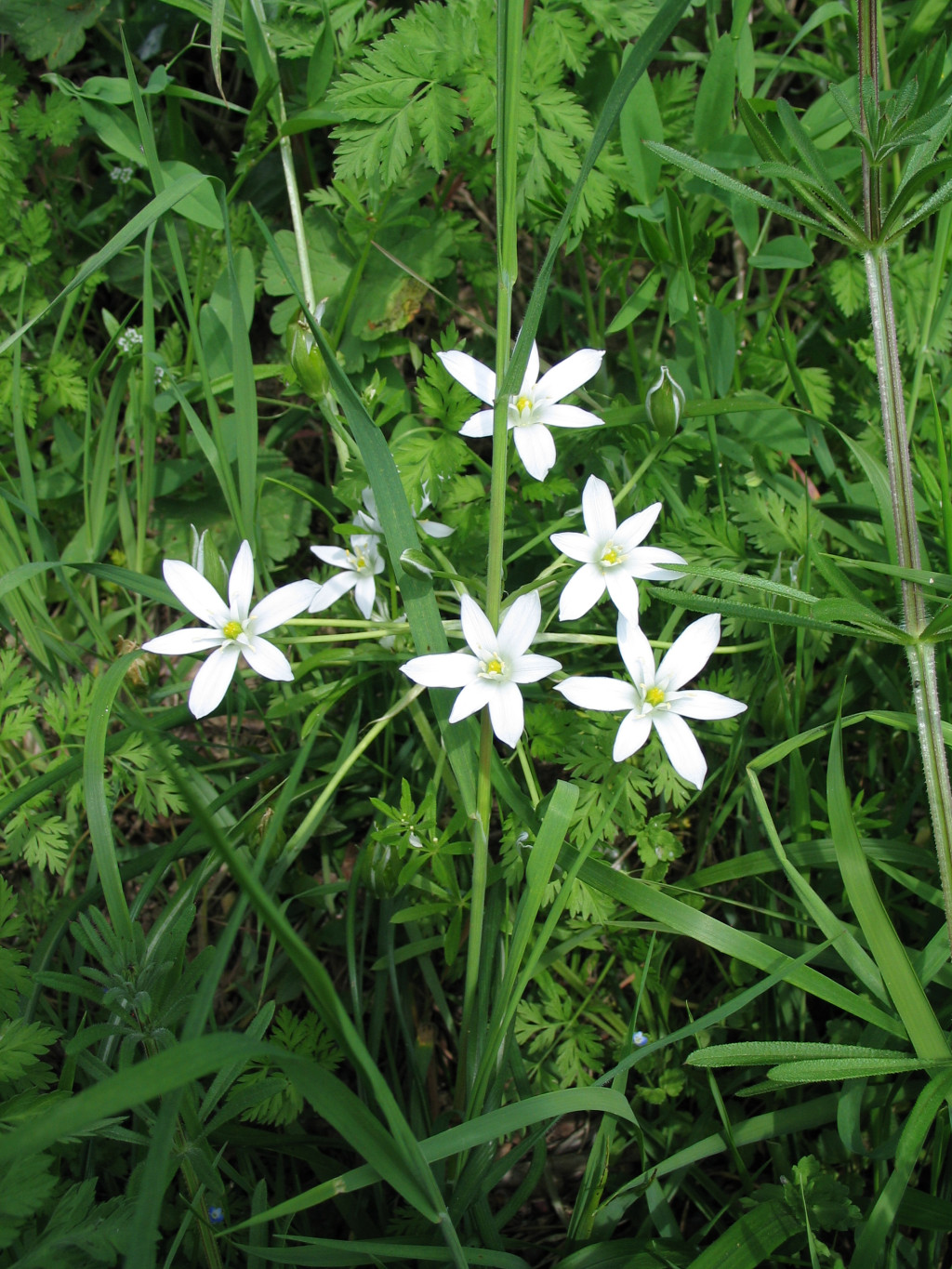
Ornithogalum umbellatum
Espèce
Classification phylogénétique
Répartition géographique
Statut de conservation UICN

 LC  : Préoccupation mineure
L'Ornithogale en ombelle (Ornithogalum umbellatum) ou Ornithogale à feuilles étroites est une espèce de petites plantes printanières bulbeuses à fleurs blanches appartenant au genre Ornithogalum et à la famille des Asparagaceae. Cette plante est appelée communément belle-d'onze-heures ou dame-d'onze-heures, en référence à la réaction thermonastique de ses fleurs qui s'ouvrent en plein soleil et se referment au soir.

## Étymologie
Le nom de genre Ornithogalum est un emprunt au grec ornithogalē désignant déjà la plante chez Dioscoride (N.M. II, 144), dérivé de ornithos gala ὄρνιθος γάλα « lait d'oiseau », référence à la disposition des pétales blancs qui évoquent les plumes d'oiseaux chez les espèces de ce genre.
L'épithète spécifique umbellatum est un emprunt au latin umbellatus, -a,-um « en forme d'ombrelle » (de umbella « ombrelle, parasol, parapluie »).
Son nom vernaculaire de belle-d'onze-heures ou dame-d'onze-heures lui vient de l'heure à laquelle sa fleur s'épanouit, ainsi que par analogie avec la belle-de-nuit et la belle-de-jour.

## Description

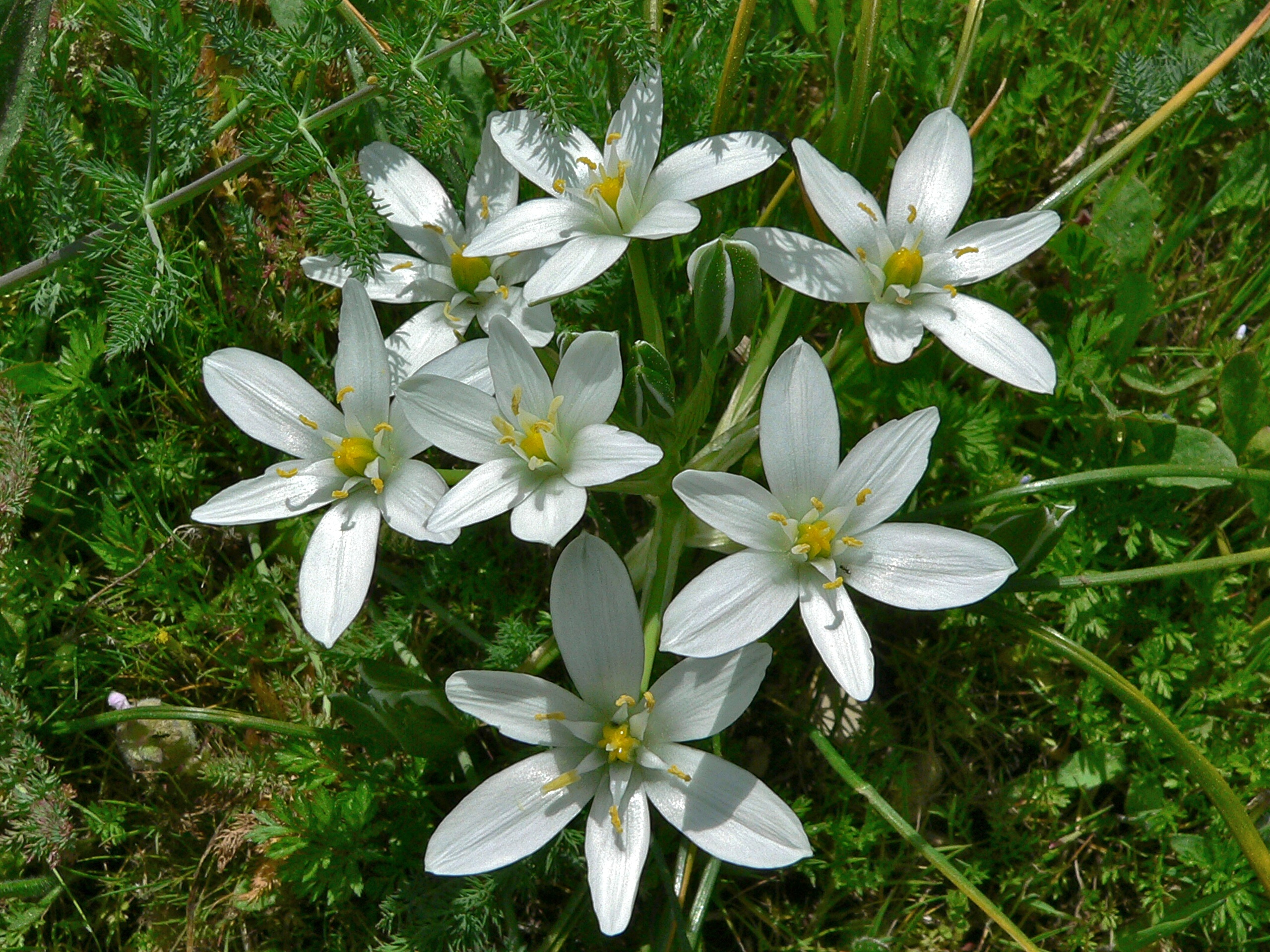
Ornithogalum umbellatum
(Alpes-Maritimes, France)

C'est une plante herbacée vivace de 10 à 30 cm de haut, à bulbe ovoïde, renouvelé tous les ans (géophyte à bulbe). Les parties aériennes disparaissent à la belle saison.
Elle compte de 6 à 8 feuilles basales, de 3-6 mm de large, canaliculées et glabres, de forme linéaire qui portent une bande médiane longitudinale blanche, plus ou moins visible.
Les fleurs blanches, érigées, s'ouvrent en étoile au soleil et se ferment le soir. Elles demeurent fermées par temps couvert. Les 6 tépales pétaloïdes de 15-22 mm de long, sont d'un blanc pur en dedans et marquée d'une bande médiane verte en dehors. Les 6 étamines libres comportent un large filet blanc aplati. Les fleurs sont disposées en corymbes lâches. Les pédicelles atteignent 10-12 cm à la fructification.
La floraison a lieu d'avril à juin, parfois dès mars.
La pollinisation se fait par les insectes.
Le fruit est une capsule en massue, à 6 angles.

## Distribution et habitat
Elle est distribuée en Europe centrale et méridionale, en Asie mineure, et Afrique du Nord. Elle a été introduite dans de nombreuses régions du monde.
C'est une plante assez commune presque partout en France et plus rare dans l'Ouest et en région méditerranéenne.
Elle se rencontre dans les prairies, aux bords des chemins, et jadis dans les vignes.
Elle aime les sols argileux et assez pauvres en matière organique.

## Statuts de protection, menaces
L'espèce n'est pas encore évaluée à l'échelle mondiale et européenne par l'UICN. En France, elle est classée comme non préoccupante .
Toutefois, localement, l'espèce peut se raréfier : elle est considérée quasi menacée (NT) en Bretagne et en Haute-Normandie.

## Usages
L'Ornithogale en ombelle est cultivée comme plante ornementale.

## Toxicité
La plante contient des glycosides cardénolides, la convallatoxine et la convalloside, qui sont toxiques pour l'homme et le bétail. On les trouve dans toute la plante mais plus concentrés dans les fleurs et le bulbe. Cela n'empêche pas de la trouver référencée dans les "Fleurs de Bach" (pratique sans fondements scientifiques).

## Confusions

### Ail des ours
Après floraison, l'ail des ours peut être confondu avec l'ornithogale en ombelle en raison de la similitude des fleurs (une bande médiane verte en dehors du tépale existe seulement chez l'ornithogale). La distinction peut également facilement se faire grâce à l'odeur alliacée propre uniquement aux feuilles froissées des Alliums, ainsi que par la forme et la consistance des feuilles, basilaires, canaliculées, glabres et coriaces chez l'ornithogale alors que l'Ail des ours présente des feuilles ovales et lancéolées.

### Etoile de Bethléem
Elle est parfois confondue avec l'étoile de Bethléem qui en français désigne l'ornithogale d'Arabie (Ornithogalum arabicum) alors qu'en anglais la traduction de garden star-of-Bethlehem ou star of Bethlehem, est couramment utilisée comme nom vernaculaire désignant non seulement Ornithogalum umbellatum mais également un certain nombre d'espèces du genre Ornithogalum.
Etoile de Bethléem désigne également une autre espèce: Hippobroma longiflora. Comme il porte à confusion pour les botanistes, c'est un nom vernaculaire qui n'est pas recommandé, bien qu'usité.

## Histoire
La plante est connue dès l'Antiquité grecque sous le nom de bolbinē βολβινη, chez Théophraste (H.P. 7) dès le IVe siècle av. J.-C., puis chez Pline (H.N. 1,20 ; 19, 95; 20, 107). Elle était aussi connue sous le nom d'ornithogalē ορνιθος γαλα ou ορνιθογαλον, selon les manuscrits, soit « lait d'oiseau », chez Pline (H.N. 1, 21, 62 ; 21, 102) et Dioscoride (N.M. II, 144). Ce dernier en donne une description botanique et indique que le bulbe est consommé cru, bouilli ou rôti. À la même époque, au Ier siècle, Pline indique qu'on le fait cuire dans de la bouillie de farine.

## Photos

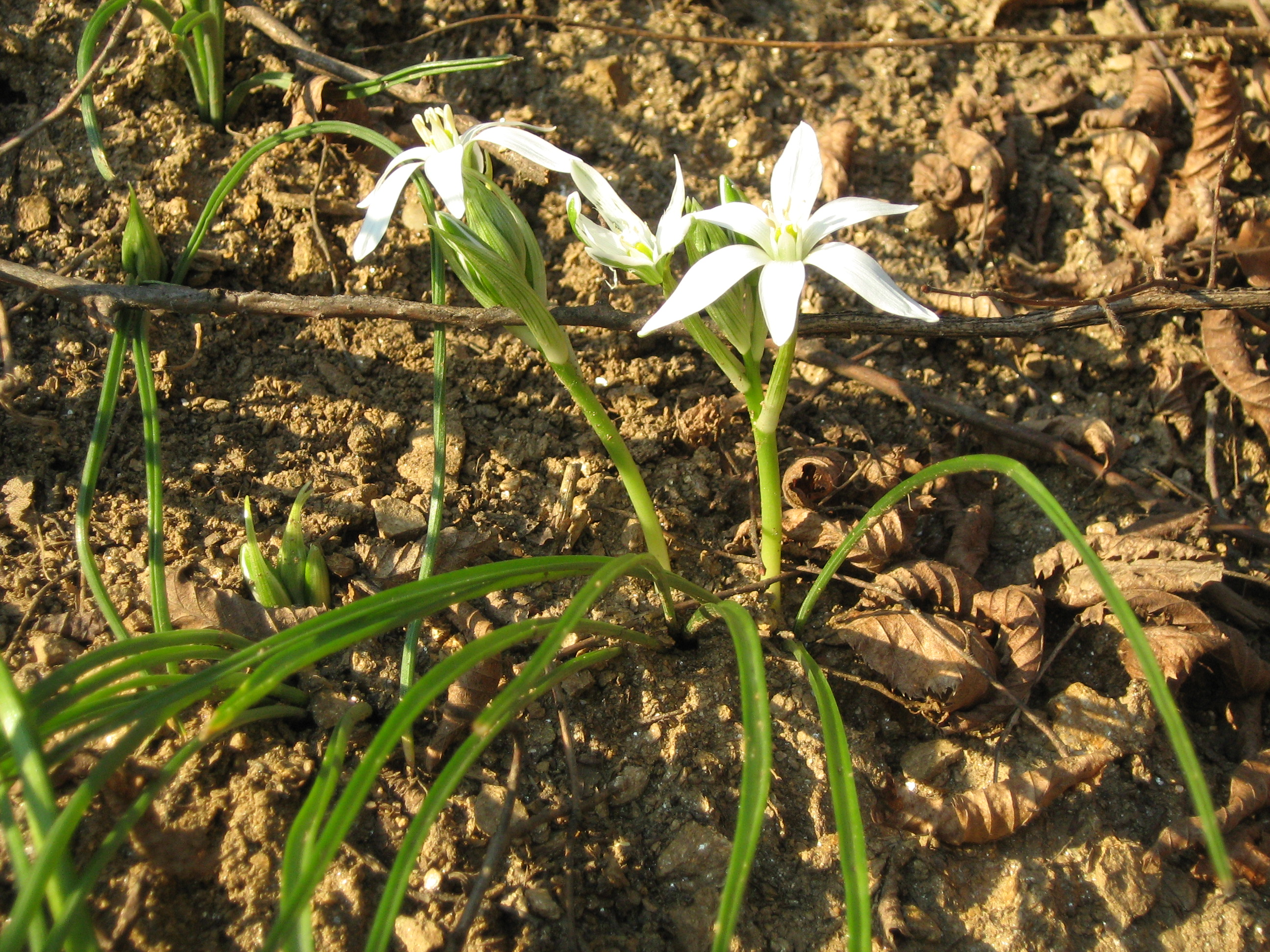
Port.
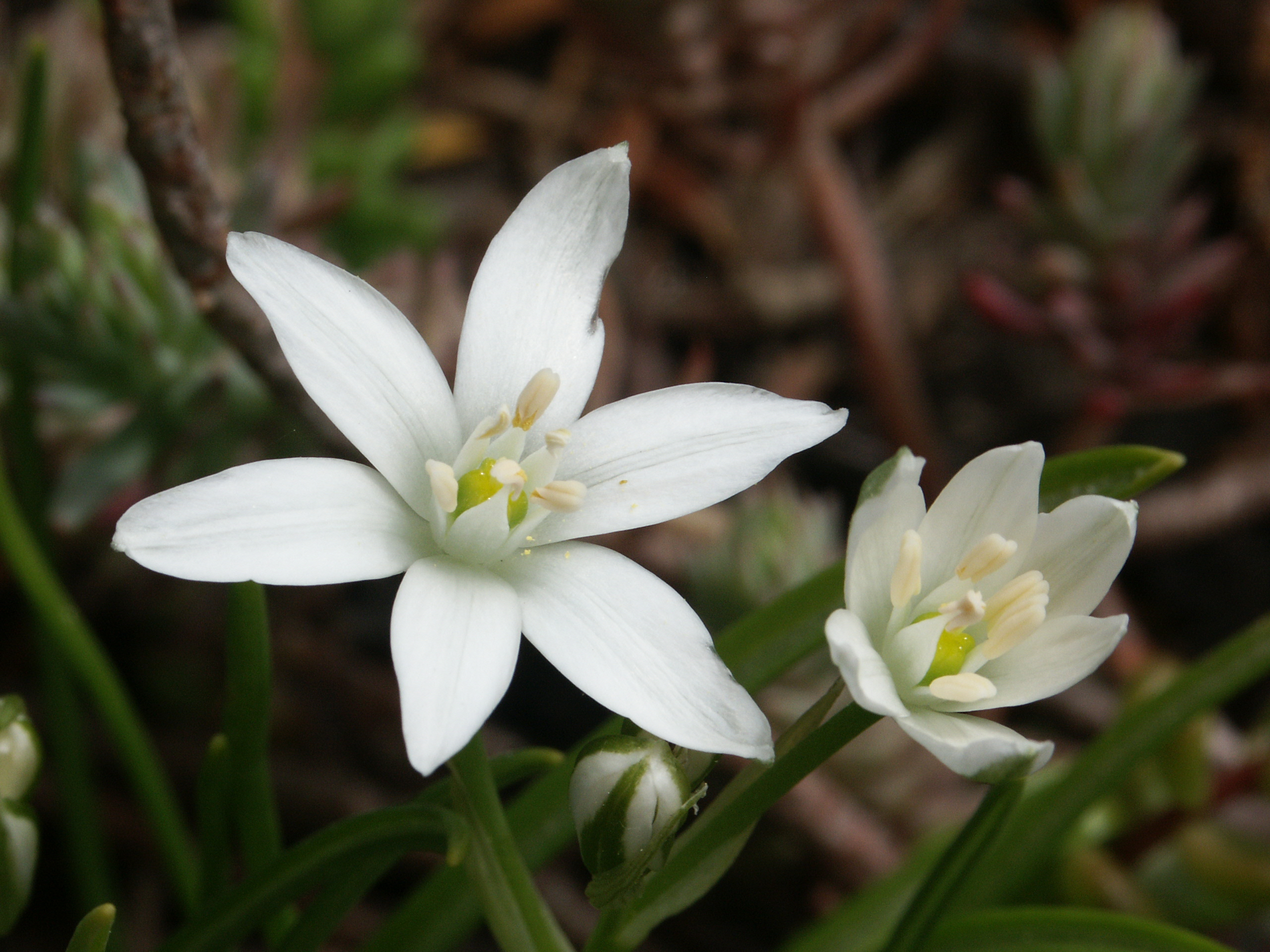
Fleur.
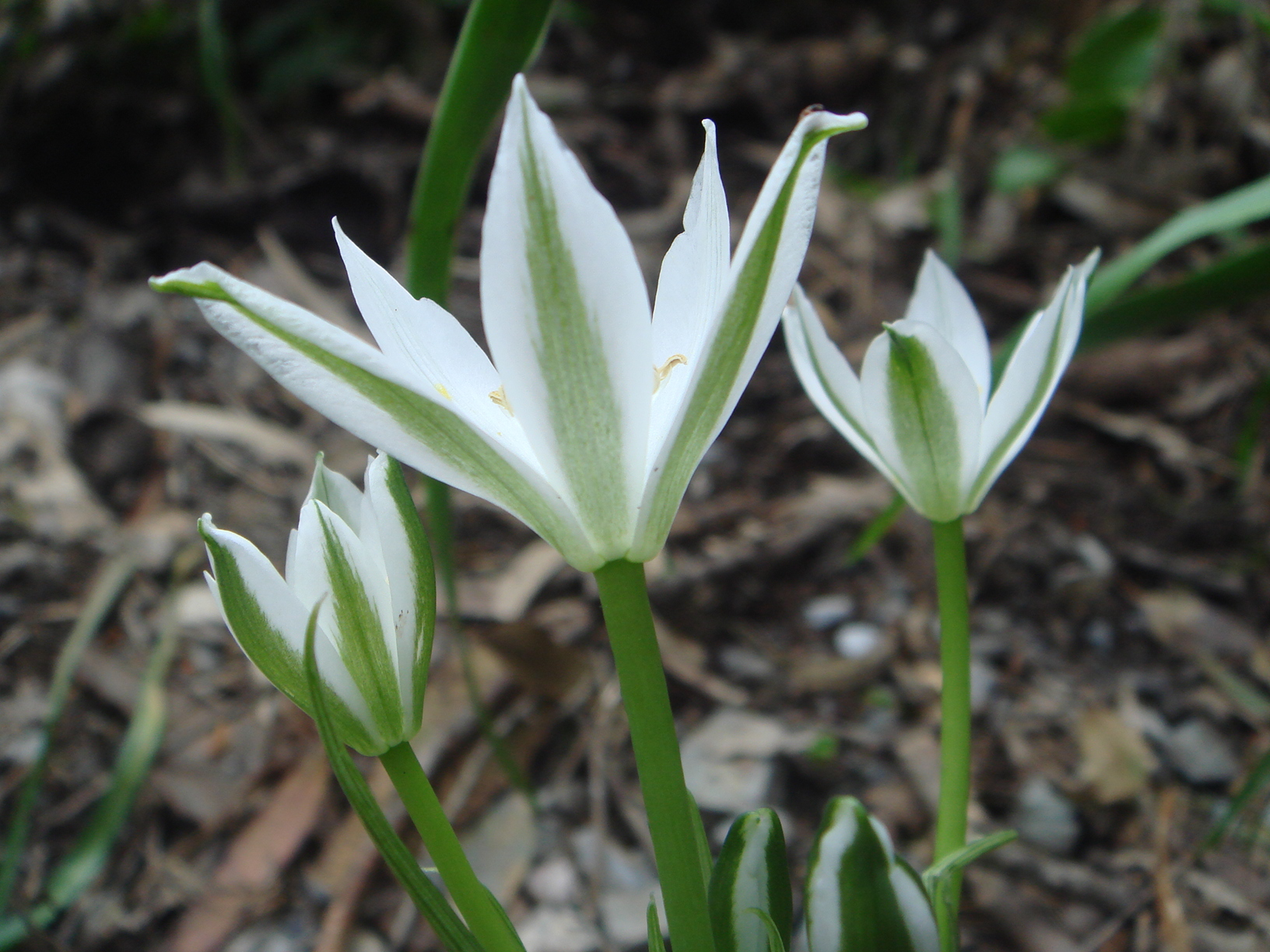
Fleurs.
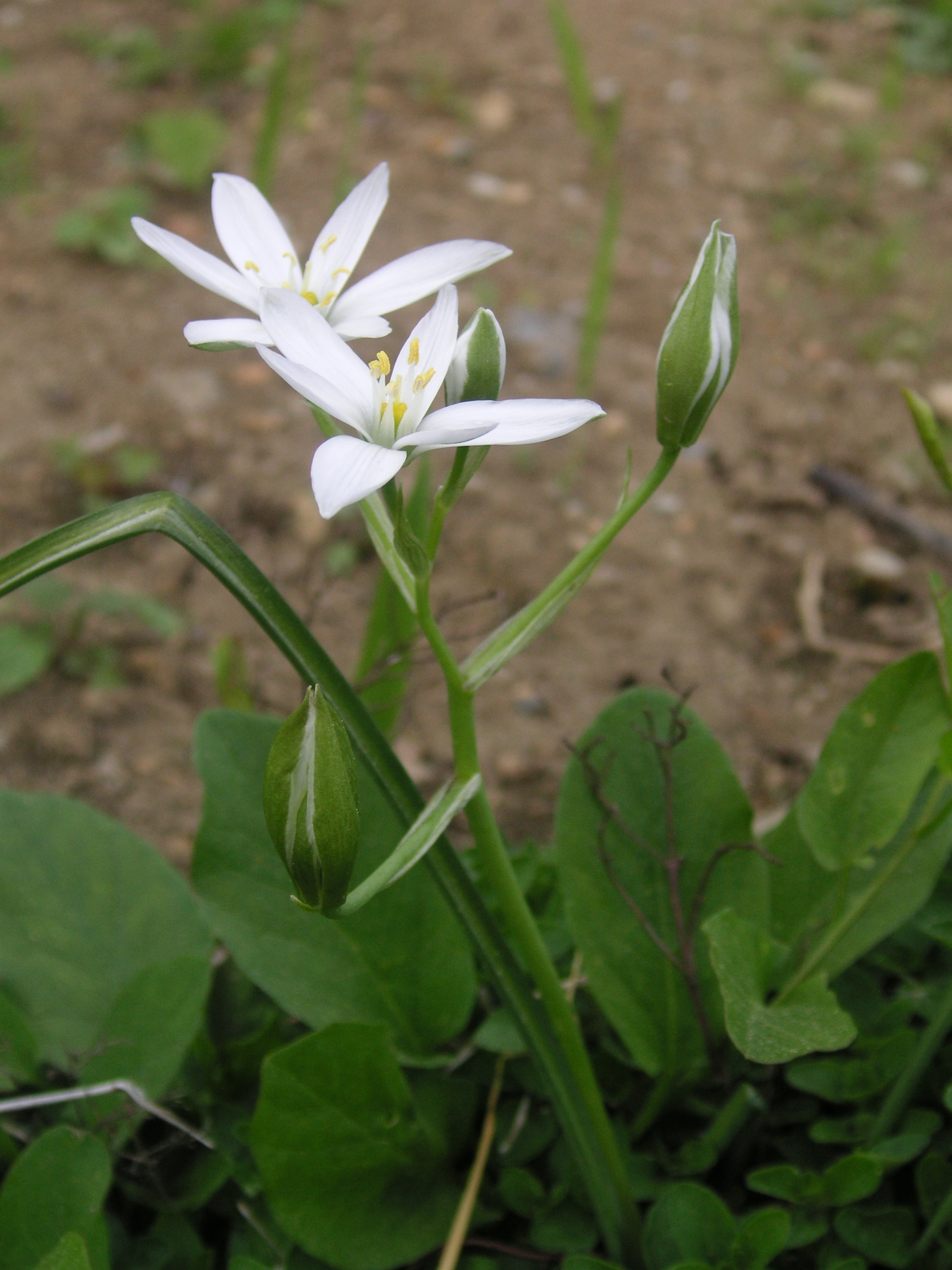
Corymbe.
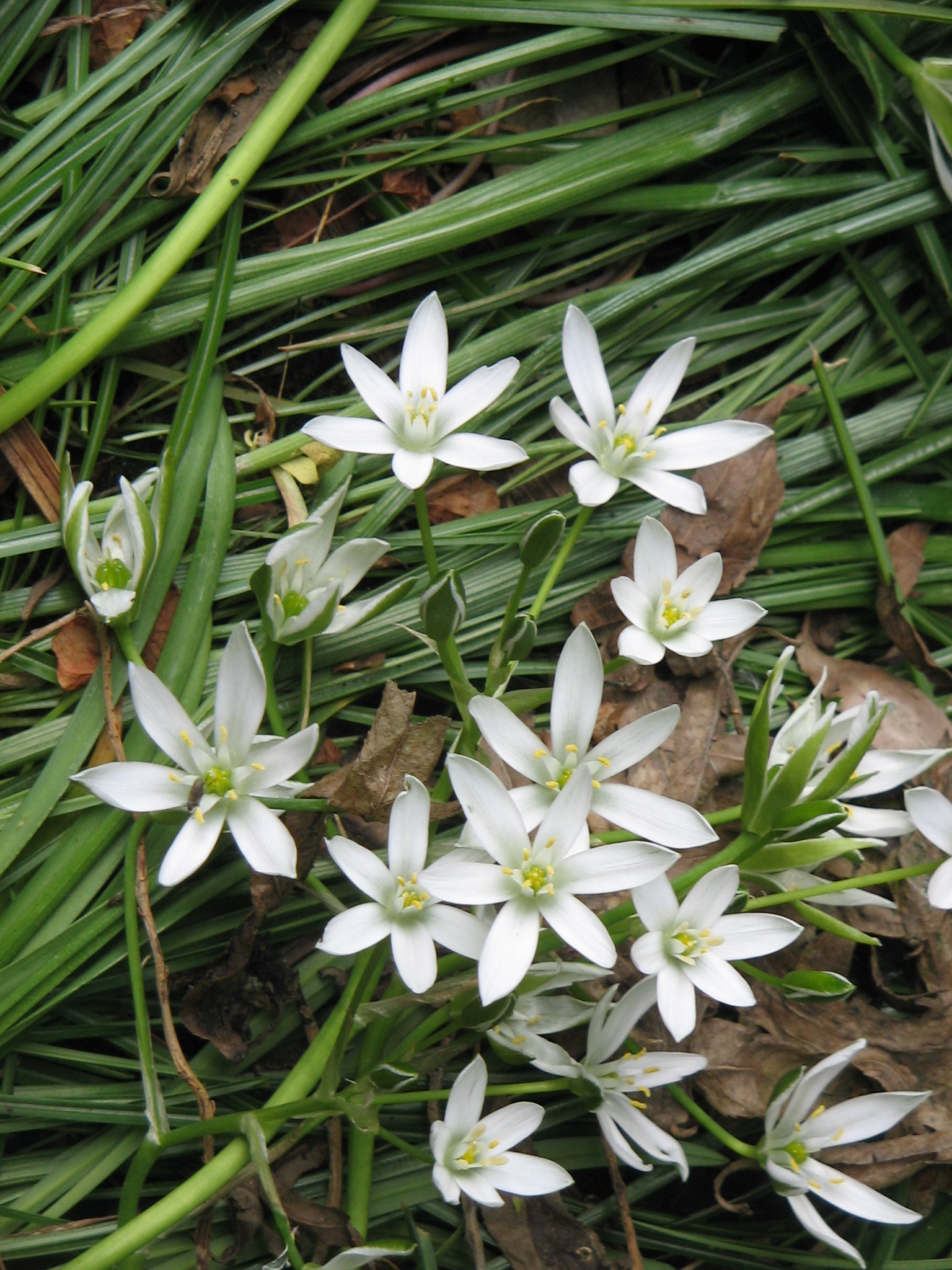
Dame d'onze heures.
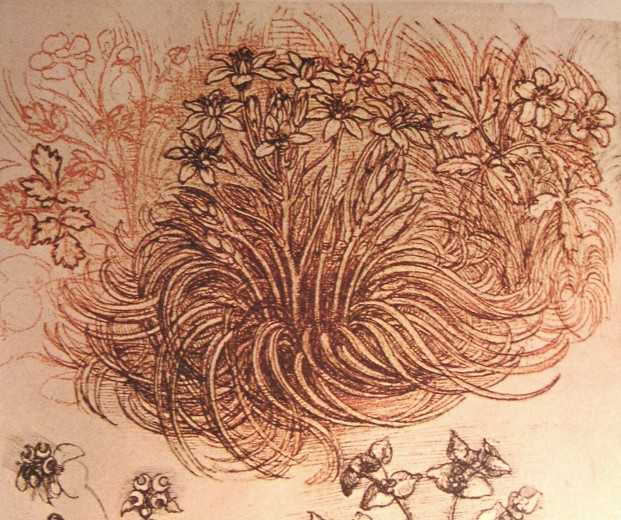
Esquisse botanique de Leonardo da Vinci. L'espèce est alors appelée "étoile blanche" ; elle est notamment présente dans le tableau Léda et le Cygne.

## Fiction
- Les Dames d'onze heures est le titre d'un recueil de nouvelles de Jacques Bens publié en 1994.
- La Dame d'onze heures est un film français réalisé par Jean Devaivre en 1947.
- Dans le jeu vidéo Metal Gear Solid 3: Snake Eater : le duel final entre Naked Snake et The Boss a lieu dans un champ d'ornithogale en ombelle. La fleur réapparaît dans la série : dans Metal Gear Solid 4: Guns of the Patriots, quand Solid Snake se recueille dans le cimetière où se trouvent The Boss et Big Boss, puis dans Metal Gear Solid V: The Phantom Pain où elle est abusivement désignée Étoile de Bethléem.